# Грюнколь

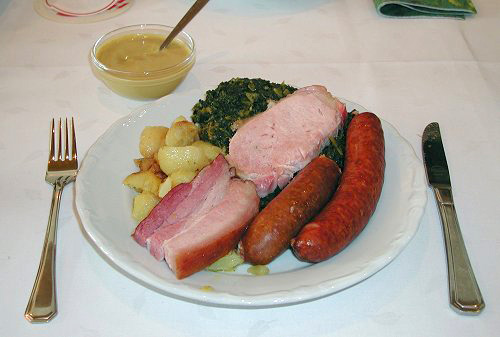
Капуста Кейл із німецькою картоплею, пінкелем, кохвюрстом, каслером, беконом і гірчицею

Грю́нколь (дан. Grønlangkål, нід. Boerenkool) — це давній зимовий звичай у Північній Німеччині та деяких частинах Скандинавії (Данія та Сконе), що включає випивку, ігри та бенкет із місцевих страв, як правило, з капустою Кейл, картоплею та ковбасами. Він практикується у вільному ганзейському місті Бремен та прилеглих до нього районах Остергольц, Діпгольц, Ферден і Ротенбург, у землі Ольденбург, графстві Бентгайм, Емсланд, землі Оснабрюк і Східній Фризії, у регіоні Середній Везер, а також у Гамбурзі, Куксгафен, в районі Ганновер, землі Брунсвік, в Ельба-Бьорде Гіт, у Вестфалії та Шлезвіг-Гольштейні.

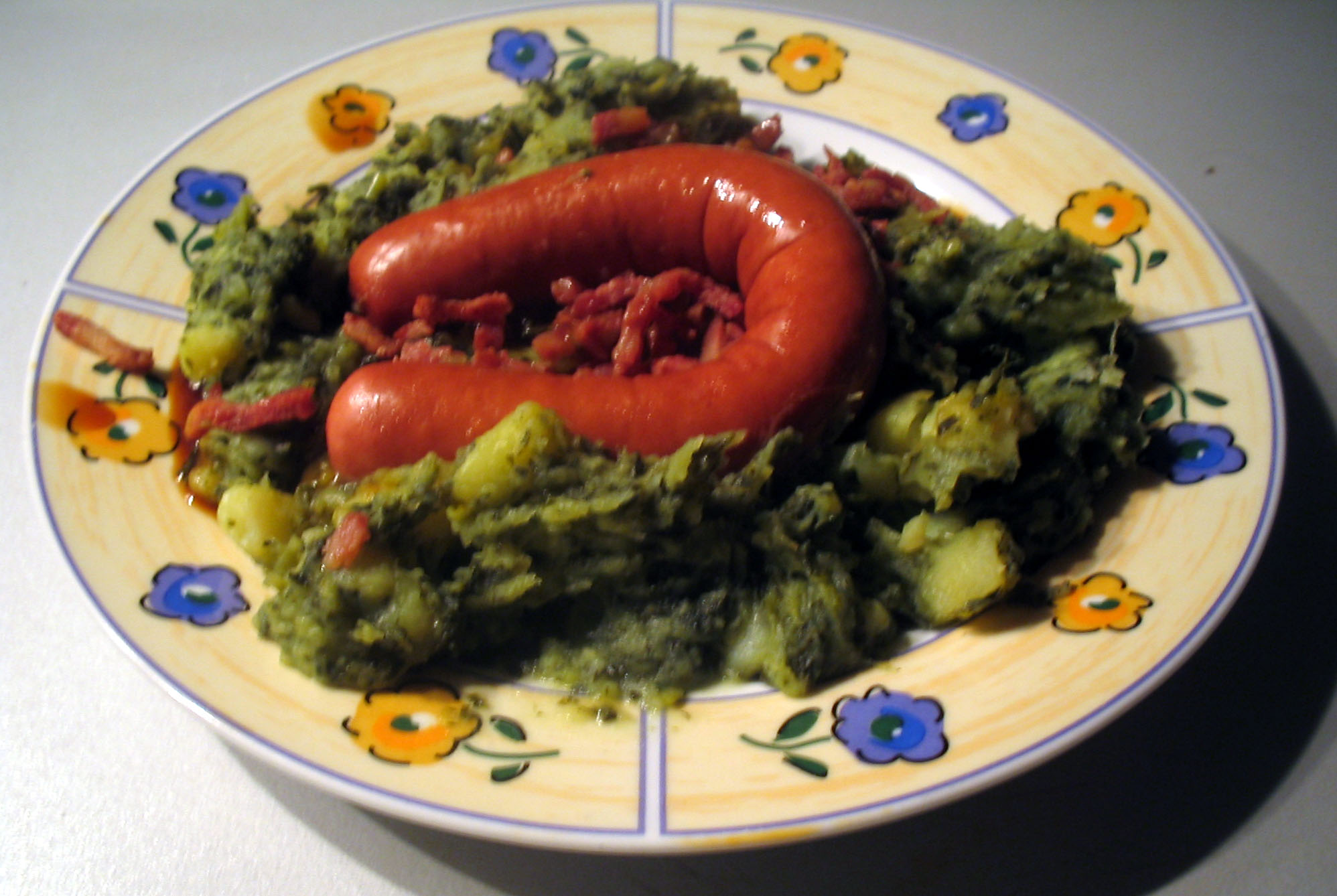
Boerenkool (стампот із Кейлу) з рокворстом

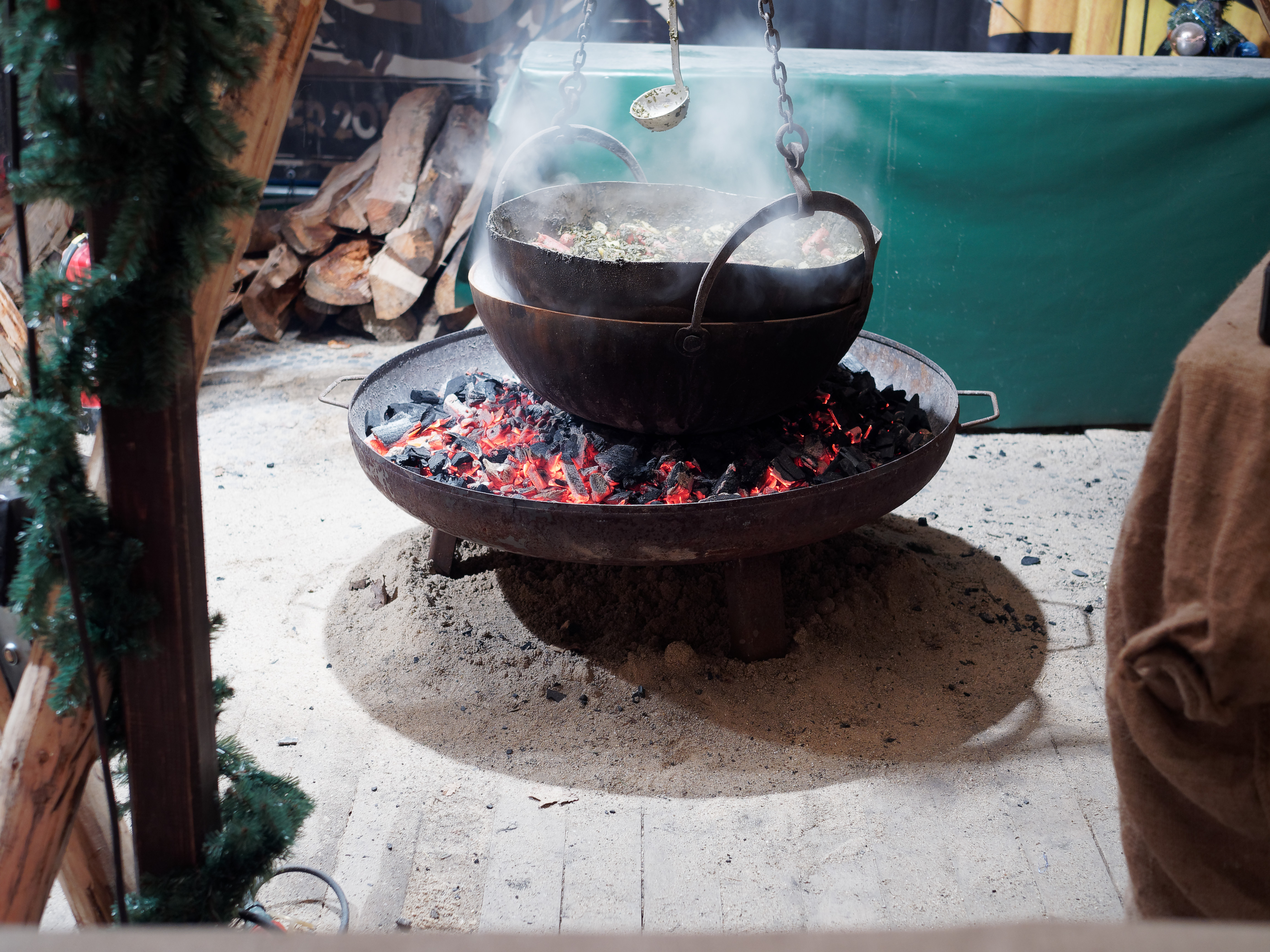
Приготування Грюнколю просто неба на середньовічному ринку в Дортмунді, Німеччина

Грюнколь (подібний до Braunkohl і голландського boerenkool, але з Кейлом замість капусти та вершками) — це капуста Кейл, різновид капусти, яку традиційно збирають після перших осінніх заморозків. Пізній збір урожаю капусти гарантує, що її гіркі компоненти зникнуть, хоча сучасні сорти капусти, як правило, мають низький вміст гірких компонентів, і їх збирають уже у вересні.
Учасники Kohlfahrt («капустяна прогулянка») влаштовують прогулянку сільською місцевістю до сільського пабу, як правило, в середині зими. Часто ця прогулянка пов'язана з біговими іграми, такими як босельн. Як підкріплення від морозної погоди та для підготовки до ситної трапези, достатній запас алкогольних напоїв, таких як корн, або, як для моряків, херес, беруть у візок для покупок або ручний візок і роздають у рамках ігор або в місцях уздовж алеї (наприклад, на перехрестях або опорах). У сільському пабі веселим гулякам подають Кейл і, залежно від регіону, німецьку картоплю або варену картоплю та каслер, брегенвурст, пінкель або кольвурст. Крім того, є також багато питва: (пиво та/або корн), нібито для сприяння травленню. У багатьох регіонах також є музика і танці після їжі.
Грюнколь досягає свого апогею в проголошенні Kohlkönig («короля капусти») або Kohlkönigspaar («королівської пари капусти»). Для присвоєння королівського титулу використовуються різні методи. Або підсумовується кількість спожитих порцій, вимірюється вага учасників до і після їжі або використовуються результати ігор під час прогулянки. Kohlkönig визначають останнім, хто залишає стіл. Це виключає відвідування туалету та перерви на танці. Як видимий знак королівської влади носять ланцюги з історією Колкенігів цієї групи або щелепу свині з відповідним написом. Король або королівська пара несе відповідальність за організацію Грюнколю наступного року.
Оскільки багато фірм, вуличних спільнот і клубів організовують Грюнколь у зимові місяці, у популярний час (суботи в січні та лютому) сільські корчми часто повністю заброньовані на кілька тижнів наперед.
Одна з найбільших подій Грюнколю відбулася з 2007 року в Гамбурзі. У Рибному аукціонному залі поблизу St Pauli Landungsbrücken декілька регіональних компаній разом із харчовою промисловістю та індустрією напоїв організовують спільний платний захід Грюнколь-Шлемерфест, у якому беруть участь понад 1500 гостей.
Defftig Ollnborger Gröönkohl-Äten («ситний бенкет з ольденбурзької капусти») у Берліні, навпаки, є подією, яку проводить політична група збереження сільських районів із землі Ольденбург у столиці.